# 謝哲聲
謝哲聲（1912年—1998年），別號懋中。廣東省嘉應直隸州人。民國37年（1948年）在漁會第三選區（廣東、廣西、福建、台灣四省；廣州市）當選第一屆立法委員

## 生平[1][2]
- 國立政治大學法學士
- 英國牛津大學經濟學碩士
- 美國世界大學榮譽經濟哲學博士
- 中央訓練團第十七期
- 黨政高級班第二期
- 革命實踐研究院第二十三期結業
- 國立中央大學、中山大學、新加坡南洋大學經濟學教授兼系主任、院長、研究所所長、榮譽教授
- 農林部顧問
- 海南水產公司主任委員
- 社會部設計委員
- 廣東省漁會理事長合作事業管理處處長
- 合作金庫經理
- 廣東省三民主義青年團幹事
- 中國國民黨廣東省黨部監察委員
- 聯合國國際勞工組織合作貿易專家
- 日本京都產業大學、拓殖大學北海道分校客座教授
- 中華文化及合作運動研究基金會創立人兼主席

獲得國立政治大學法學系法學士學位後，考選公費留學英國牛津大學，專攻經濟政策，得碩士學位，歷任國立中央大學、廣東中山大學、廣東國民大學、廣東省立文理學院、星洲大學教授多年，新加坡南洋大學第一屆理事會成立時，被選為理事會執行委員兼秘書。1956年至1964年受聘為註冊主任兼經濟系教授。1964年出任南洋研究所主任，1965年任經濟系主任，先後任商學院研究所所長及商學院院長至1976年退休。國民政府行政院農林部顧問、行政院社會部設計委員、廣東省漁會理事長、廣東省政府建設廳合作事業管理處處長。後任印度尼西亞泗水聯合中學校長，日本京都產業大學、北海道拓殖大學客座教授，新加坡中華文化與合作運動研究基金設立人兼主席。中央訓練團黨政高級班第二期結業、革命實踐研究院第十七期結業、廣東省合作金庫經理、中國國民黨廣東省黨部監察委員、印尼華僑高級商校副校長、聯合國國際勞工機構合作貿易專家